# 貝沃河
53°28′15″N 9°8′30.5″E / 53.47083°N 9.141806°E

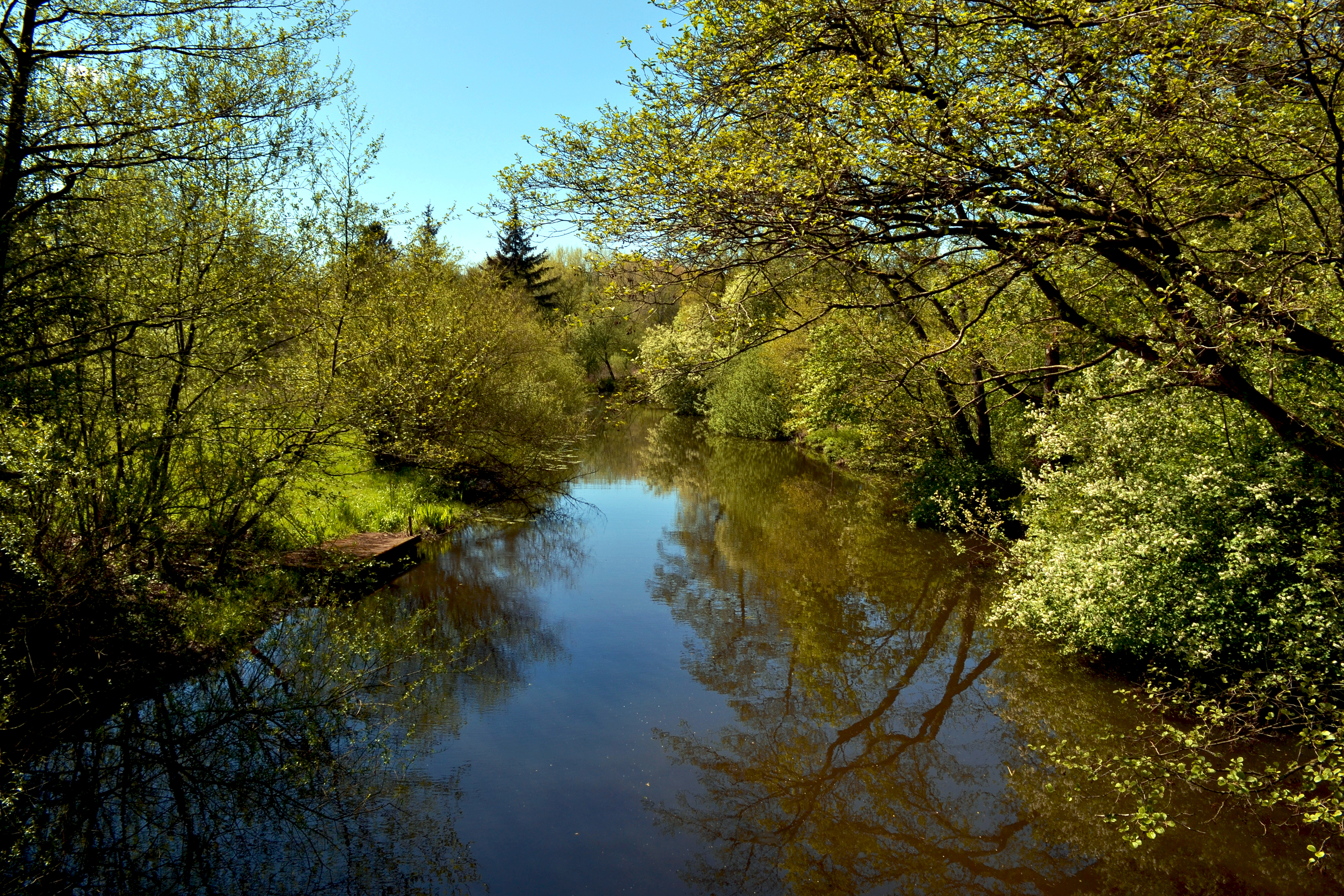

貝沃河（德語：Bever），是德國的河流，位於該國西北部，由下薩克森州負責管轄，屬於奧斯特河的右支流，河道全長39公里，流域面積159平方公里，河口處在布雷默弗德以南。